# AO Pagrati Atene BC
L'AO Pagrati Atene BC è una società di pallacanestro di Atene, in Grecia.
La squadra è stata fondata nel 1938 e attualmente disputa la A2 Ethniki, secondo livello del campionato greco.

## Cestisti
- Chris Bracey 2010-2011